# 海典灣
海典灣（英語：Ocean View）是香港的一個私人屋苑，位於沙田區馬鞍山第77區保泰街1號，於2003年落成。屋苑共有5座，樓高28層，提供911個單位，發展商為信和集團，於2000年8月29日於政府拍賣土地時，以8.65億元購入，當時每方呎樓面地價為1,412元。

## 單位
屋苑間隔多元化，一房戶只在極低層提供，面積497至501方呎；兩房戶一律600餘方呎，700餘方呎三房一廁單位僅5座B室供應，800餘方呎為三房連套房間隔。每座頂層設7個相連戶，附連私家天台，但需經公眾樓梯上落。而最低層8樓單位，大部份附設平台。

## 特色
屋苑為早年獲政府認可的其中一批環保屋苑，設多項「環保元素」，包括環保露台、電梯大堂自然通風系統、分層循環物料回收房和室外太陽能照明系統等。

## 設施
會所佔地6萬平方呎，設施包括100呎長園林泳池、網球場、健身室及綜合活動室等。而6座頂層39樓設名為Sky Club的空中會所，面積逾4000平方呎，設3個宴會廳及燒烤場。

## 交通
屋苑位處港鐵恆安站與大水坑站之間，位置較為隔涉，步程約10分鐘。公共交通包括專線小巴810號，接駁沙田及馬鞍山市中心，也有巴士前往紅磡、觀塘、鑽石山、荃灣及港鐵大學站。

## 外部連結
1. ↑  . 太陽報. 2004-05-27  [2018-05-12]. （原始内容存档于2020-09-18）.
2. ↑  . 蘋果日報. 2010-05-28  [2018-05-12]. （原始内容存档于2019-07-09）.

- . （原始内容存档于2011-08-28）.